# Marcello Mastrilli
Marcello Francesco Mastrilli (Nápoles, 1603 – Nagasaki, Japón, el 17 de octubre de 1637) fue un misionero jesuita italiano que fue martirizado en Japón en el Monte Unzen durante el shogunato Tokugawa, que había prohibido el cristianismo católico en 1614. 

## Biografía
Propenso a las visiones fueron conocidas las apariciones que tuvo del misionero jesuita San Francisco Javier en dos ocasiones. En 1633, le predijo su martirio. En enero de 1634, tras un accidente gravísimo por el cual ya se le había desahuciado y administrado el santo viático, se le acredita a San Francisco Javier la recuperación milagrosa de su salud (aunque sólo fuera para incitarle a hacer su trabajo misionero en Japón), y desde que se informó del suceso la noticia se extendió rápidamente a través de Italia, y se estableció la "Novena de la Gracia", en honor de San Francisco Javier, entre el 4 y el 12 de marzo de cada año. La iniciativa de Mastrilli fue supuestamente en agradecimiento de la presencia de un relicario de plata en la Basílica del Buen Jesús en Goa, India, que alberga las reliquias del cuerpo de San Francisco.
Capellán de la flota de Sebastián Hurtado de Corcuera a las Filipinas, llega, a continuación, al Japón del Shogunato Tokugawa a buscar y, posiblemente, reconvertir al famoso apóstata Cristóvão Ferreira, quien se fue a Japón y renunció a su fe allí. Fue arrestado tan pronto como se bajó de la nave. Después de tres días de tortura en un hoyo de Nagasaki fue decapitado en el monte Unzen. Una pintura de su muerte, El martirio de San Marcello Mastrilli (1664), fue realizada por Antonio María Vassallo.

## Obras
- Relación de las Islas Filipinas, 1637
- Relación del insigne martirio que padeció, 1638
- Breue relatione del miracolo operato in Napoli da S. Francesco Saverio Apostolo dell'Indie in persona del p. Marcello Mastrilli della Compagnia di Giesù, à dì 3. di gennaro l'anno del Signore 1634, 1661
- Novena de S. Francisco Xavier para alcanzar por su intercession las gracias que se dessean, 1700